# María Lomonósova
María N. Lomonosova (translitera del cirílico Мария Ломоносова) (n. 1949) es una botánica rusa, habiendo identificado y clasificado al menos 25 nuevas especies (la mayoría de las Chenopodiaceae), las que publicó en: Komarovia; Fl. Sibir. (Poaceae); Konspekt Fl. Irkutsk. Obl.; Fl. Sibir. (Salicac.-Amaranthac.); Turczaninowia; Bot. Zhurn. (Moscow & Leningrad); Willdenowia.

## Algunas publicaciones
- a.a. Rasnikov, m.n. Lomonosova. 1990. Chromosome numbers in representatives of some families of vascular plants in the flora of the Novosibirsk region. I. Bot. Zurn. 75 (1): 116-118

### Libros
- i.m. Krasnoborov, m.n. Lomonosova, n.n. Tupitsyna. 1992. Flora Sibiri/ 5, Salicaceae - Amaranthaceae. Ed. Akademija Nauk SSSR. 310 pp. ISBN 5-02-030077-2

- La abreviatura «Lomon.» se emplea para indicar a María Lomonósova como autoridad en la descripción y clasificación científica de los vegetales.[1]